# Dariush Homayun
Dariush Homayun (persiska: داریوش همایون), född 27 september 1928 i Teheran, Persien, död 28 januari 2011 i Genève, Schweiz, var en iransk journalist, författare, intellektuell och politiker, som tjänstgjorde som minister för information och turism 1977–1978 och var biträdande partiledare i det politiska partiet Rastakhiz under Pahlavidynastin i Iran.

## Biografi
Dariush Homayun föddes i Teheran 1928 och tog sin studentexamen vid Darai gymnasium i Teheran. Han började sedan studera statsvetenskap och juridik vid Teherans universitet och arbetade samtidigt som tjänsteman vid Finansministeriet.

### Tidig politisk karriär
Dariush Homayun började sin politiska karriär redan vid fjorton års ålder under de allierades ockupation av Iran. Han var först anhängare av den nationalistiske parlamentsledamoten Mohammad Mosaddegh och gick 1949 med i det nygrundade Paniranistiska partiet. Han drogs åt den nationalsocialistiska falangen inom iransk politik och motsatte sig starkt det sovjetinspirerade kommunistiska Tudehpartiets inflytande. 1952 blev han medlem i SUMKA, ett nazistiskt politiskt parti som grundades av Davoud Monchi-Zadeh. SUMKA motsatte sig Mohammad Mosaddeghs valallians Nationella Fronten vilket ledde till att Homayun fängslades kort under Mosaddeghs tid som premiärminister.

### Journalistik

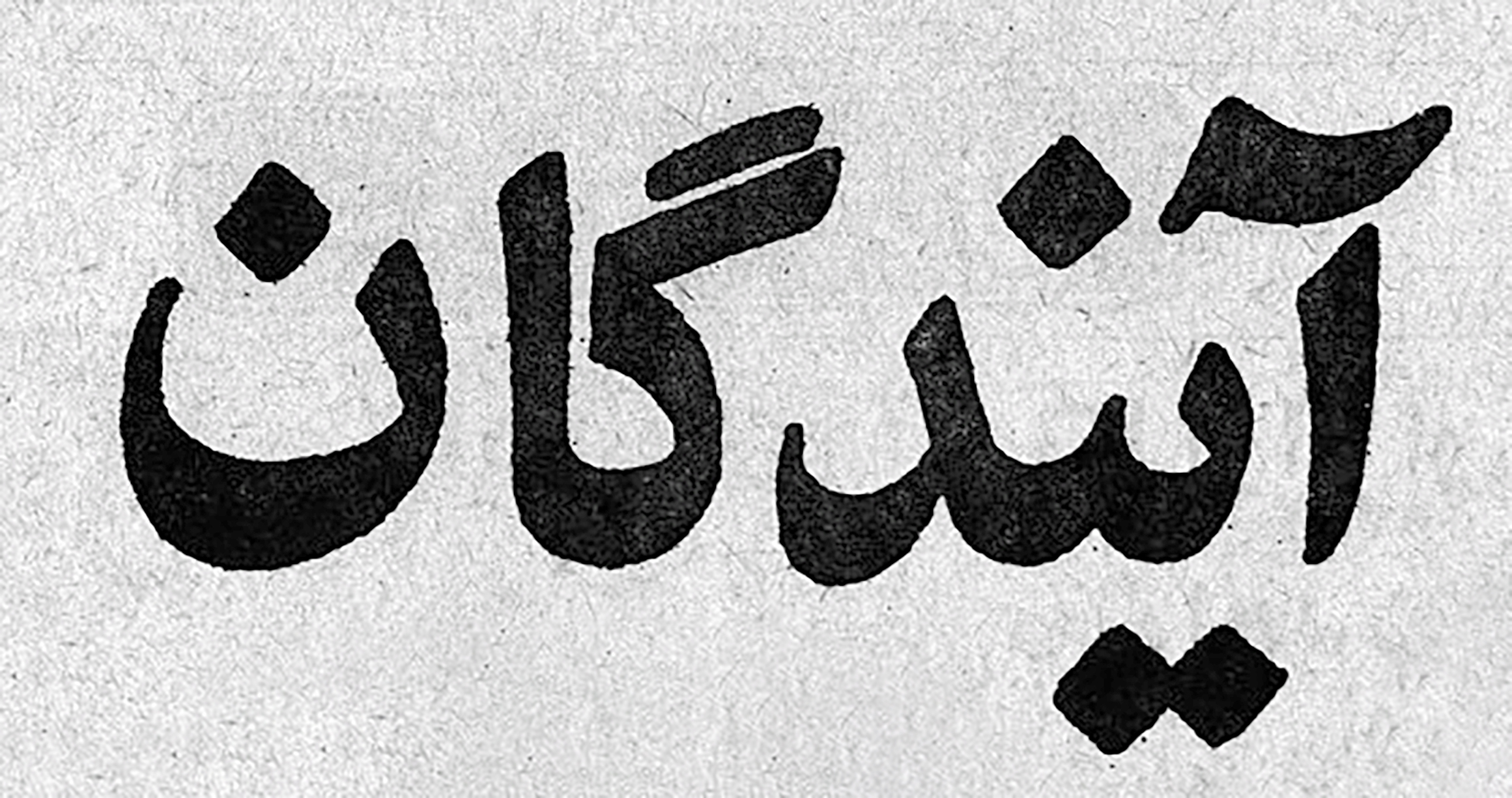
Dagstidningen Āyandegāns logotyp

Efter statskuppen i Iran 1953 som stärkte shahen Mohammad Reza Pahlavis ställning som konstitutionell monark återupptog Dariush Homayun sina universitetsstudier och avlade en doktorsexamen i juridik vid Teherans universitet. 1955 började han arbeta på den iranska dagstidningen Ettelā'āt (Information) och i november 1967 grundade han den framgångsrika dagstidningen Āyandegān (De framtida). Āyandegān var Irans första riktstäckande morgontidning med en upplaga på 40 000 exemplar och blev tack vare hans professionella journalistik en allvarlig konkurrent till de statliga dagstidningarna Ettelā'āt och Kayhān (Världen).
Dariush Homayun var gift med Homa Zahedi, dotter till general Fazlollah Zahedi, och äktenskapet var barnlöst.
1975 var Dariush Homayun med och grundade det politiska partiet Rastakhiz och utnämndes till dess biträdande partiledare. 1977 utsågs han till minister för information och turism i premiärminister Jamshid Amouzegars regering.

### Iranska revolutionen och exil
Under händelserna som ledde fram till den iranska revolutionen arresterades Dariush Homayun hösten 1978, tillsammans med flera andra tidigare ämbetsmän. Han lyckades dock fly från fängelset den 12 februari 1979, bara två dagar efter att Ayatollah Khomeini förklarat att revolutionen segrat. Han gömde sig i landet i femton månader och tog sig sedan via Turkiet till Paris.
1994 grundade Dariush Homayun det liberaldemokratiska Irans konstitutionalistparti (Hezb-e Mashrute-ye Irān) som har sitt högkvarter i Los Angeles, USA. Partiet beskrivs som nationalistiskt med en liberal och demokratisk värdegrund.
Dariush Homayun var en framstående kritiker av den islamiska republiken och en av de mest inflytelserika iranska oppositionsledarna i exil. Han avled i sitt hem i Genève den 28 januari 2011 vid 82 års ålder.

## Författarskap
Dariush Homayun är författare till en rad böcker och åtskilliga artiklar på persiska och engelska inom politik och statsvetenskap med inriktning på Irans moderna historia. Han avfärdade existensen av lokala moderniteter och hävdade att Pahlaviperioden i Iran kännetecknas av progressiv modernisering i motsats till revolutionen och den Islamiska republiken som han ser som en antimodern reaktion och utveckling. Han var under 1990-talet och 2000-talet en av de främsta och mest outröttliga förespråkarna för konstitutionell demokrati och liberalism i Iran.